# 盖罗尔施泰因
盖罗尔施泰因（德語：Gerolstein，發音：[ˈɡeːʁɔlˌʃtaɪn] ⓘ）是德国莱茵兰-普法尔茨州艾费尔火山县的城市，面积64.43平方千米，2023年12月31日人口为7,860人。